# Celsius
Celsius se referă la scara de temperatură Celsius (în centigrade). Grade Celsius (simbol: °C) se referă la o temperatură exprimată pe scara Celsius. Gradul Celsius, este un termen derivat, se referă la unitatea folosită pentru indicarea unui interval de temperatură de pe Scara termometrică Celsius. 
Denumirea „Celsius” vine de la numele astronomului suedez Anders Celsius, care a propus primul această scară în 1742, cu doi ani înainte de moartea sa.

Termometru gradat în grade Celsius. Zona albastră indică temperaturile negative.

## Definire
Până în 1954 temperatura de 0 °C de pe scara Celsius a fost definită ca punctul de topire a gheții iar cea de 100 °C ca punctul de fierbere a apei la presiune normală, definiție aproximativă, încă folosită în școli.  Actual, unitatea „grad Celsius” și scara Celsius este definită, conform convențiilor internaționale, prin două puncte: zero absolut și punctul triplu al apei. Zero absolut — temperatura față de care nimic nu poate fi mai rece și la care în substanță nu mai există energie sub formă de căldură — este definită ca fiind exact 0 K și −273,15 °C. Punctul triplu al apei este definit ca fiind la exact 273,16 K și 0,01 °C.
Această definiție:
1. stabilește mărimea ambelor grade, Celsius și Kelvin, ca fiind exact 1 / 273,16 părți din intervalul dintre punctul triplu al apei și zero absolut;
2. stabilește că un kelvin are exact aceeași mărime cu un grad de pe scara Celsius; și
3. stabilește că diferența punctelor de zero între cele două scări este exact 273,15 kelvini.

În tabelul de mai jos sunt prezentate câteva temperaturi de bază pe scara Celsius și corespondentele lor pe alte scări.
|                                                | Kelvin     | Celsius    | Fahrenheit  |
| Zero absolut (exact, prin definiție)           | 0 K        | −273,15 °C | −459,67 °F  |
| Punctul de topire al gheții                    | 273,15 K   | 0 °C       | 32 °F       |
| Punctul triplu al apei (exact, prin definiție) | 273,16 K   | 0,01 °C    | 32,018 °F   |
| Punctul de fierbere al apeiA                   | 373,1339 K | 99,9839 °C | 211,9710 °F |

A Pentru apă standard VSMOW, la presiunea de 101.325 pascali (1 atm), la calibrarea doar pe baza definirii temperaturii termodinamice prin două puncte.

## Istoric
În 1742 Anders Celsius a propus o scară „inversă” scării Celsius moderne, unde 0 era temperatura de fierbere, iar 100 cea de îngheț a apei. El a constatat că temperatura de înghețare a apei nu depinde practic de presiune. De asemenea, el a determinat cu o precizie remarcabilă cum depinde temperatura de fierbere a apei de presiunea atmosferică. Datorită influenței mari a presiunii asupra temperaturii de fierbere a apei el a propus ca punctul de zero (punctul de fierbere al apei) să fie fixat la presiunea barometrică de la nivelul mării, adică la presiune normală. În 1954 Rezoluția 4 a celei de a 10-a Conferințe Generale de Măsuri și Greutăți (franceză Conférence Générale des Poids et Mesures - CGPM) a stabilit că pe plan internațional presiunea normală are 101325 Pa.
În 1744, anul morții lui Anders Celsius, botanistul Carl Linné a inversat scara Celsius, dându-i forma actuală. 
În următorii 204 ani specialiștii în termodinamică au numit această scară „scara centigradă”. Temperaturile pe scara centigradă au fost numite simplu „grade”, sau mai precis „grade centigrade”. Simbolul acestor grade a fost °C (în diferite forme de-a lungul timpului). Deoarece termenul „centigrade” era de asemenea denumirea în limba franceză a unității de măsurare a unghiurilor (pe scara de 100 pentru un unghi drept – sistemul francez) și avea aceeași conotație și în alte limbi, s-a renunțat la folosirea lui pentru temperaturi, termenul actual fiind „grade Celsius”.
Aceasta elimină ambiguitatea termenului „centigrade”, rezervându-i acestuia rolul exclusiv pentru definirea unghiurilor în sistemul francez.

## Temperaturi și intervale
Gradul Celsius este echivalentul kelvinului la exprimarea temperaturilor pe scara Celsius. 
Efectul definirii scării Celsius pe baza punctului triplu al apei standard și a punctului de zero absolut este că scara nu mai este definită de punctele de înghețare și fierbere ale apei. 
Datorită faptului că apa standard a fost definită ulterior și că punctul ei triplu este ușor diferit de 0,01 °C, din raportul matematic exact 373,16 / 273,16 rezultă o temperatură de fierbere de numai 99.9839 °C (373.1339 K). 
Diferența de 16,1 milikelvini (miimi de grad Celsius) este nesemnificativă pentru aplicațiile tehnice, deoarece datorită variației presiunii atmosferice cu înălțimea o diferență de 1 milikelvin se obține pentru o variație a înălțimii de doar 0,28 m.

## Utilizarea pe plan mondial
Cu excepția Statelor Unite ale Americii scara Celsius este folosită pe larg în toate țările (vezi S.I.). Toată lumea științifică (inclusiv din SUA) folosește scara Celsius. În multe din domeniile tehnice din SUA, în special cele de înaltă tehnologie se folosește scara Celsius.
În afară de SUA, singurele state care nu au adoptat scara Celsius și continuă să lucreze cu gradele Fahrenheit sunt: Bahamas, Belize și Palau.

## Convenții tipografice
Abrevieri
Cuvântul „grade” poate fi abreviat ca „grd”. Ca urmare, expresia grade Celsius: poate avea următoarele forme: singular / (plural)
- grad Celsius / (grade Celsius)
- grd Celsius / (idem)
- grad C / grade C
- grd C / (idem)
- °C / (idem)

Spațieri
Ca și în cazul celor mai multe simboluri ale unităților, precum și în cazul tuturor unităților de temperatură, între valoarea numerică și simbolul °C este necesară plasarea unui spațiu; de exemplu: „23 °C” (nu „23°C”, „23 ° C” sau „23° C”). Doar simbolul unghiurilor este plasat imediat după valoarea numerică, fără un spațiu intermediar; de exemplu: „un unghi de 90° ”.
Simbolul special Unicode al °C
Unicode, care este un standard industrial conceput să permită reprezentarea consistentă în calculatoare a tuturor simbolurilor din scrierile folosite în lume alocă „simbolul °C” la U+2103. În paginile WWW pentru simbolul °C se va folosi secvența: ℃ . Aspectul său este la fel cu ceea ce se obține prin alăturarea componentelor (°) și (C). 
Deoarece unele calculatoare au probleme la afișarea simbolului °C se admite folosirea în locul lui a combinației(°) și (C).